# Campionato italiano di ciclismo su strada 2025 - Cronometro maschile Elite
La cronometro maschile Elite dei campionati italiani di ciclismo su strada 2025, trentunesima edizione della corsa, si svolse il 26 giugno 2025 su un percorso di 28 km, con partenza da Morsano al Tagliamento e arrivo a San Vito al Tagliamento, in Friuli-Venezia Giulia. La vittoria fu appannaggio di Filippo Ganna, il quale completò il percorso in 30'35"83", alla media di 54,91 km/h, precedendo Filippo Baroncini e Mattia Cattaneo.
Sul traguardo di San Vito al Tagliamento tutti e 18 i ciclisti partiti, portarono a termine la competizione.

## Ordine d'arrivo (Top 10)
| Pos. | Corridore          | Squadra    | Tempo    |
| ---- | ------------------ | ---------- | -------- |
| 1    | Filippo Ganna      | Ineos      | 30'35"83 |
| 2    | Filippo Baroncini  | UAE        | a 46"    |
| 3    | Mattia Cattaneo    | Souadal    | a 57"    |
| 4    | Matteo Sobrero     | Red Bull   | a 1'34"  |
| 5    | Marco Frigo        | Israel     | a 1'55"  |
| 6    | Lorenzo Milesi     | Movistar   | a 2'00"  |
| 7    | Alberto Bettiol    | XDS        | a 2'41"  |
| 8    | Gianmarco Garofoli | Soudal     | a 2'41"  |
| 9    | Mirco Maestri      | Team Polti | a 2'42"  |
| 10   | Manlio Moro        | Movistar   | a 2'42"  |